# Walhalla Fachverlag

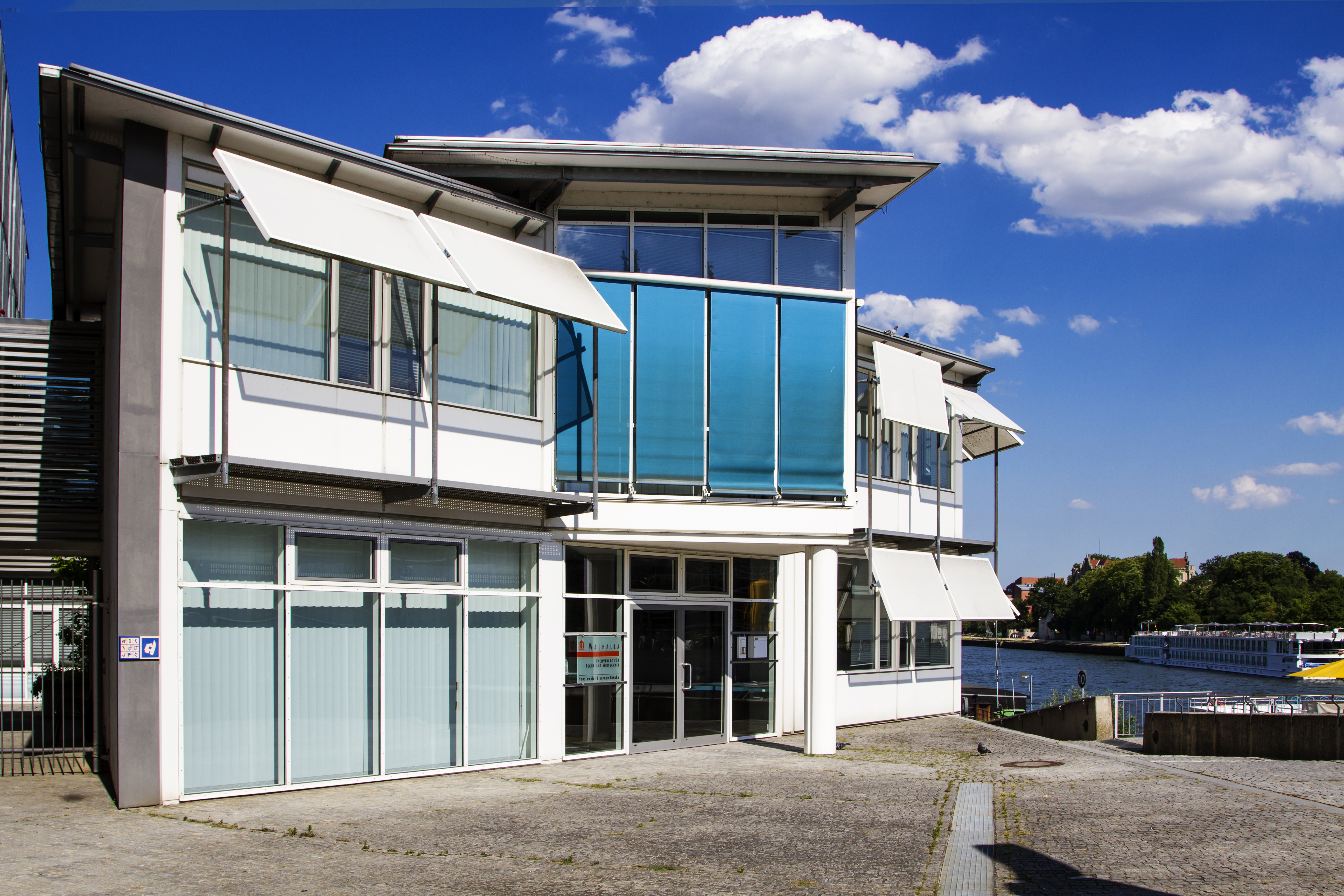
Verlagsgebäude in Regensburg

Der Walhalla Fachverlag (Eigenschreibweise WALHALLA) mit Sitzen in Regensburg und Berlin gehört zu den 100 größten Verlagen im deutschen Sprachraum. Das Programm deckt vor allem die Bereiche Jura, Verwaltung, Wirtschaft und Soziales ab.

## Geschichte
Im August 1949 gründeten Hermann Klenner und Fritz Vogl in Regensburg den Walhalla und Praetoria Verlag. Als Namenspatronen wählten sie die Walhalla und Porta Praetoria. Zu den ersten Publikationen gehörten Ausbildungstexte für die Zollverwaltung. Markante Veröffentlichungen sind Grundlagenwerke für Anwälte und Notare und das Nachschlagewerk für die Bundeswehr Der Bundeswehrkalender. Nach dem Fall der Berliner Mauer 1989 erweiterte der Verlag sein Programm zunächst um Rechtshilfen zu Verbraucherthemen, später um Managementliteratur (Metropolitan Verlag). In der Dependance in Berlin-Neukölln entsteht das von Werner Lippert begründete und von Michael-A. Konitzer weitergeführte Jahrbuch für digitale Markenkommunikation & Kreation, Annual Multimedia und die beiden Zeitschriften für nachhaltiges Handeln in Kommunen, N-Journal und UmweltBriefe.

## Organisation
Der Walhalla Fachverlag gehört zur Verlagsgruppe Walhalla u. Praetoria Verlag GmbH & Co. KG, die zur Intermedia Vermögensverwaltungs GmbH gehört und eine Tochtergesellschaft der Medien Union ist.
Der Verlag beschäftigte 2015 rund 65 Mitarbeiter.

## Programm/Fachbereiche
Thematische Schwerpunkte des Verlagsprogramms
- Öffentlicher Dienst & Verwaltung (Tarifrecht, Eingruppierung, Personalvertretung, Ausbildung sowie juristische Regelwerke der Bereiche Verwaltung, Ausländer, Bau, Datenschutz, Gaststätten, Gewerbe, Kommunale Wirtschaft, Melde-, Pass-, Ausweiswesen, Steuern, Strafrecht, Straßenverkehr, Umwelt, Energie, Waffen, Zoll und Außenwirtschaft)
- Soziales & Gesundheit (Sozialversicherung, Rente, Vorsorge, Pflege, Erbrecht, Kinder- und Jugendrecht, Sozial- und Betreuungsrecht)
- Beruf & Leben (Job, Karriere, Rhetorik, Selbstmanagement, Immobilien, Wohnen, privater Vermögensaufbau)
- Wirtschaft & Management (Marketing, Verkauf, Management, Mitarbeiterführung, Arbeits-, Banken-, Handels-, Gesellschafts- und Insolvenzrecht, Nachhaltigkeit)
- Sicherheit und Bundeswehr (Grundwissen, Dienstrecht, Führung, Vorsorge)

Alle Inhalte werden in Loseblatt- und Buchprodukten, digitalen Medienformaten (Datenbanken, E-Books, Apps), Hörbüchern (Audio-CDs und Downloads) sowie Seminaren und Zeitschriften (UmweltBriefe.) zugänglich gemacht. Vor allem mit Die aktuellen aushangpflichtigen Gesetze finden sich Publikationen des Verlags immer wieder in den Bestsellerlisten.
Zu den Autoren des Verlags zählen u. a. Vera F. Birkenbihl, Nikolaus B. Enkelmann, Gudrun Fey und Hans-Uwe L. Köhler.

## Imprints
1996 übernahm der Walhalla Fachverlag den Düsseldorfer Metropolitan Verlag, der sich zu dieser Zeit auf die Themen Management, Unternehmenskultur, Business- und Marketingstrukturen konzentriert hatte. Die Titel des Metropolitan Verlags wurden 2005 in das Programm des Verlages eingegliedert. 2017 erfolgte die Neugründung als Sachbuch-Imprint des Walhalla Verlags für die Themen Wirtschaft, (Selbst-)Management und Kommunikation. Unter dem Motto Job – Persönlichkeit – Zukunft gibt der Sachbuch-Imprint Bücher und E-Books zu den Themen Bewerbung, Projektmanagement, Mitarbeiterführung, Work-Life-Balance, Digitalisierung, Social Media und Trends heraus. Autoren sind u. a. Vincent Zeylmans van Emmichoven, Gudrun Fey, Stefanie Krahl und Peter Buchenau.